# 石川準十郎
石川 準十郎（いしかわ じゅんじゅうろう、1899年（明治32年）6月1日 - 1980年（昭和55年）2月22日）は、日本の思想家、活動家。戦前・戦後にかけ、一貫して国家社会主義者として活動した。

## 人物
岩手県盛岡近郊に生まれた石川は、日清戦争の戦災者の関係者として成長し、兄・石川金次郎の援助の下、早稲田大学政経学部に入学。在学中に高畠素之の知遇を得、以後、高畠門下として国家社会主義運動に没頭した。高畠の死後も国家社会主義理論を発展させ、1931年に赤松克麿、津久井龍雄らとともに日本社会主義研究所を創設、『日本社会主義』『国家社会主義』を刊行。次いで日本主義に傾倒した赤松らと袂を分かち、1934年（昭和9年）3月10日、大日本国家社会党を設立、総理（党首）となる。
同党は右翼政党としては珍らしく、大日本労働組合協議会なる労働組合を支持母体としていた。後、『満州新聞』の顧問として渡満。朝鮮北部定州にて敗戦を迎える。占領軍に公職追放を受け、主として右翼の論客の一人として活動した。1949年の公職追放解除の後、早稲田大学政経学部の教授に就任し、1962年まで務めた。石川の与えた影響は決して大きいものではなく、常に孤立的活動を余儀なくされていた。
石川は日本に最も早くナチスを紹介した人物として知られている。彼は人口稠密（ちゅうみつ）、領土狭小なる日本やドイツが、アングロサクソンの独善的観点から作られた世界秩序を克服すべく、第二次世界大戦が引き起こされるのは当然であると考えた。その観点からも、日中戦争は不賛成となるが、対米戦争（石川によれば大東亜戦争）は賛成となる。石川のナチス分析もこのような、ある種の社会主義的進歩史観、乃至政治観からなされていた。

## 年譜
- 1899年（明治32年） - 岩手県岩手郡玉山村大字日戸（現・盛岡市日戸）の比較的裕福な家に生まれる。
- 1909年（明治42年） - 準十郎らを盛岡市の学校に通わせるため、一家で盛岡市油町に転住。
- 1914年（大正3年） - 第一次世界大戦（欧洲大戦）勃発。
- 1917年（大正6年） - ロシア革命勃発。
- 1918年（大正7年） - 盛岡中学を卒業。
- 1919年（大正8年） - 早稲田大学（予科）に入学。12月、兄石川金次郎、牧民会（社会思想研究団体）を結成、これに参加する。（大正9年に結成された日本社会主義同盟の東北支部となる）
兄金次郎を介して高畠素之を知り、これに師事し、本格的な社会経済研究を始める。
大学では荒垣秀雄らと早稲田大学「新聞学会」、『早稲田大学新聞』を創設。
荒垣とともに石川三四郎、安部磯雄、高畠素之らを招き、早稲田大学に行われていた初期「読書会」を牽引する。
- 1923年（大正12年） - 12月、牧民会の解散。
- 1924年（大正13年） - 早稲田大学政経学部を卒業。9-12月、高畠素之の主宰する『急進』でマルクス主義国家論を批判する。
- 1925年（大正14年） - 『マルクス経済学入門』を訳述出版。
- 1926年（大正15年） - 『機能的社会国家論』を訳述出版。
- 1927年（昭和2年） - 『マルキシズムの根柢』を訳述出版。
- 1928年（昭和3年） - 12月、高畠素之の死に立ち会う。
- 1929年（昭和4年） - 2月、『マルキシズム認識論』を翻訳出版。6月、津久井龍雄らを中心に第二次『急進』が創刊される。
- 1930年（昭和5年） - 12月、第二次『急進』廃刊。
- 1931年（昭和6年） - 9月、満州事変の勃発。社会民衆党の赤松克麿や津久井龍雄らで日本社会主義研究所を結成。10月、同研究所の機関誌として『日本社会主義』を創刊。
- 1932年（昭和7年） - 1月17日、下中弥三郎ら日本国民社会党組織準備会を結成。19～20日、社会民衆党党大会にて赤松克麿が国家社会主義路線を主張。3月、「日本社会主義研究所パンフレット」第3輯として『マルクス社会主義より国家社会主義へ』を発行。4月5-18日、日本国家社会主義学盟を結成。15日、赤松克麿ら国家社会主義新党準備会を結成。5月29日、赤松派と下中派が協同して国民日本党を結成するも決裂。赤松派は日本国家社会党を、下中派は新日本国民同盟を結成。6月、『日本社会主義』を『国家社会主義』と改題。12月、日本社会主義研究所と日本国家社会主義学盟を合体改組して、日本国家社会主義学盟（前記学盟と同名。区別して新日本国家社会主義学盟と呼ぶ場合もある）を結成。
- 1933年（昭和8年） - 6月、佐野学・鍋山貞親、獄中から転向声明。7月、国家社会党から赤松派が離党し、党が分裂。12月、日本国家社会党準備会の結成。
- 1934年（昭和9年） - 3月、大日本国家社会党を結成。党首（総理）となる。4月、別府峻介と『マルクスの歴史社会並びに国家理論』（上巻）を翻訳出版。12月、『国家社会主義』廃刊。大日本労働組合協議会を組織。
以後、時勢が国家社会主義運動から日本主義運動に転換するに随い、党勢は下火となる。
- 1937年（昭和12年） - 日中戦争（支那事変）が勃発。
以後、昭和15年までに大日本国家社会党は解党。政治活動の第一線から退かざるを得なかったため、日本経綸学盟を設けて理論研究を余儀なくされる。同学盟から『国社』を発行。（～1938年7月）後、国際日本協会で活躍。
- 1941-1942年（昭和16-17年） - 国際日本協会から『ヒトラー「マイン・カンプ」研究』全3冊を出版。（翌1943年に合冊再版）
- 1943年（昭和18年） - 『満洲日報』編集顧問、及び建国大学特別講師として渡満。
- 1944年（昭和19年） - 東京に一時帰国。東京大空襲に遭遇。
- 1945年（昭和20年） - 別府峻介（建国大学関係者）の協力を得て『歴史の方向侵すべからず』を満州で発行。6月、再び渡満。8月、ソ連侵攻によって新京・奉天を経由し、定州（朝鮮）で敗戦を迎える。11月、本土帰国。後、公職追放。
- 1948年（昭和23年） - 『共産主義国家論批判』を出版。右翼雑誌を中心に、旺盛に共産主義批判を展開する。
- 1949年（昭和24年） - 追放解除。4月、早稲田大学政経学部教授に就任。同学部の研究雑誌を中心として冷静な社会主義研究を行う。
- 1962年（昭和37年） - 病気が悪化し、早大教授を辞任。
- 1963年（昭和38年） - 『社会主義論稿』を出版。
以後、文筆業を中心に共産主義批判を行う。
- 1980年（昭和55年） - 81歳で死去。

## 著作物

### 著書
- 『マルクス社会主義から国家社会主義へ』（『日本社会主義研究所パンフレット』第3輯。日本社会主義研究所，1932年）
- 『ヒトラー「マイン・カンプ」研究』（国際日本協会，1941～1942年）
アドルフ・ヒトラー『我が闘争』第一部を研究したもの。合冊本が1943年に出版された。
- 『歴史の方向侵すべからず』（1945年）
- 『共産主義国家論批判』（共和書房，1948年）
- 『社会主義論稿』（新思潮研究会，1963年）

### 訳書
- カール・カウツキー『マルクス経済学入門』（『社会哲学新学説大系』第9輯。新潮社，1925年）
- G.D.H.コール（George Douglas Howard Cole）『機能的社会国家論』（『社会哲学新学説大系』第16輯。新潮社，1926年）
- フリードリヒ・エンゲルス『マルキシズムの根柢』（『マルクス思想叢書』第1輯。新潮社，1927年）
- ヨーゼフ・ディーツゲン『マルキシズムの認識論』（改造文庫，1929年）
- ハインリッヒ・クノー『マルクスの歴史社会並びに国家理論』上巻（別府峻介との共訳。改造文庫，1934年）